# Medalles del Cercle d'Escriptors Cinematogràfics de 1998
La cerimònia de lliurament de les medalles del Cercle d'Escriptors Cinematogràfics de 1998 va tenir lloc l'11 de gener de 1999 al Cinema Palafox de Madrid i fou presentada per Paz Vega i Zoe Berriatúa. Va comptar amb el patrocini de la Comunitat de Madrid, la Fundació per al Foment de la Cultura i de la Cinematografia i Promocentro.
Els premis tenien per finalitat distingir als professionals del cinema espanyol i estranger pel seu treball durant l'any 1998. Es van concedir les mateixes deu medalles de l'edició anterior. Es va concedir un premi homenatge a l'actor Manuel Alexandre.
La gran triomfadora de la nit fou El abuelo de José Luis Garci, envoltat en una polèmica per la suposada compra de vots per representar Espanya a l'Oscar a la millor pel·lícula de parla no anglesa. Va obtenir els premis a la millor pel·lícula, millor actriu, actor i guió adaptat. D'altra banda Tango de Carlos Saura va obtenir les medalles a la millor fotografia i la millor música.
Després del lliurament de medalles es va projectar en primícia la pel·lícula La vida és bella de Roberto Begnini.

## Llista de medalles
| Categoria                    | Premiat                                   | Labor premiada                |
| ---------------------------- | ----------------------------------------- | ----------------------------- |
| Millor pel·lícula            | El abuelo                                 | pel·lícula                    |
| Millor director              | Fernando León de Aranoa                   | Barrio                        |
| Millor actriu                | Cayetana Guillén Cuervo                   | El abuelo                     |
| Millor actor                 | Fernando Fernán Gómez Rafael Alonso Ochoa | El abuelo                     |
| Millor fotografia            | Vittorio Storaro                          | Tango                         |
| Millor música                | Lalo Schifrin                             | Tango                         |
| Millor guió original         | Elvira Lindo Miguel Albaladejo            | La primera noche de mi vida   |
| Millor guió adaptat          | José Luis Garci Horacio Valcárcel         | El abuelo                     |
| Millor pel·lícula estranjera | Central do Brasil                         | Pel·lícula                    |
| Premi revelació              | Juan Manuel Cotelo                        | El sudor de los ruiseñores    |
| Millor muntatge              | Iván Aledo                                | Los amantes del Círculo Polar |
| Premi homenatge              | Manuel Alexandre                          | Trajectòria cinematogràfica   |